# Cut Bank (Montana)
Pour les articles homonymes, voir Cut Bank.
La ville américaine de Cut Bank est le siège du comté de Glacier, dans l’État du Montana. En 2007, sa population a été estimée à 3 026 habitants.